# Генс, Григорий Фёдорович
Григорий Фёдорович Генс (нем. Georg Gerhard Goens — Георг Гергард Генс; 1787—1845) — генерал-майор русской императорской армии, начальник Оренбургского Неплюевского военного училища; председатель Оренбургской пограничной комиссии, востоковед; тайный советник. 

## Биография
Окончил Инженерный корпус, начал службу в звании юнкера 20 ноября 1806 года. В 1807 году был произведён в подпоручики и командирован из Санкт-Петербурга в Оренбург. Оренбургский военный губернатор Г. С. Волконский привлек его к экспедиции, которая в 1814—1815 годах разведала месторождение свинца в верховьях реки Каратургай. Во время этой экспедиции Генс выполнял топографические работы и вел путевой журнал.
В 1815 году Генс получил чин штабс-капитана, а 1 декабря 1817 года — капитана.
Был начальником инженеров Отдельного Оренбургского корпуса и отвечал за застройку Оренбурга, утверждая чертежи всех строящихся в городе домов. В 1818 году занимался приведением в порядок архива Оренбургской пограничной комиссии, что ознакомило его с имевшимися в нём сведениями о Средней Азии; 24 февраля 1824 года был произведён в подполковники и назначен директором создававшегося Неплюевского военного училища; 1 января 1825 года получил чин полковника, а 16 января того же года был назначен председателем Оренбургской пограничной комиссии «с оставлением при прежних должностях». На этой должности Генс собирал сведения о природе и народах Средней Азии, а также о политике правителей среднеазиатских ханств. Собранные материалы были напечатаны в 1839 году в Beiträge zur Kenntniss des Russischen Reiches und der angränzenden Länder Asiens.
В 1826 году он получил орден Святой Анны 2-й степени, в 1829 — алмазные значки к этому ордену, а также «монаршую благодарность», в 1832 году, за выслугу — орден Святого Георгия IV-й степени.
С 25 июня 1834 по 3 мая 1844 — генерал-майор.
В 1844 году, 3 мая он оставил занимаемые им должности, был переименован в тайные советники и состоял в ведении Министерства иностранных дел.
Умер 10 (22) мая 1845 года.

## Награды
- орден Св. Станислава 2-й ст.
- орден Св. Анны 2-й ст. (22.08.1826)
- орден Св. Владимира 3-й ст. (01.01.1831)
- орден Св. Георгия 4-й ст. (21.12.1832)
- орден Св. Станислава 1-й ст. (21.01.1839)
- орден Св. Анны 1-й ст. (1840)

## Семья
Жена Авдотья Матвеевна (Редина). Дети Дмитрий, Софья, Наталья.